# Bologna Associazione Giuoco del Calcio 1935-1936
Questa voce raccoglie le informazioni riguardanti il Bologna Associazione Giuoco del Calcio nelle competizioni ufficiali della stagione 1935-1936.

## Stagione

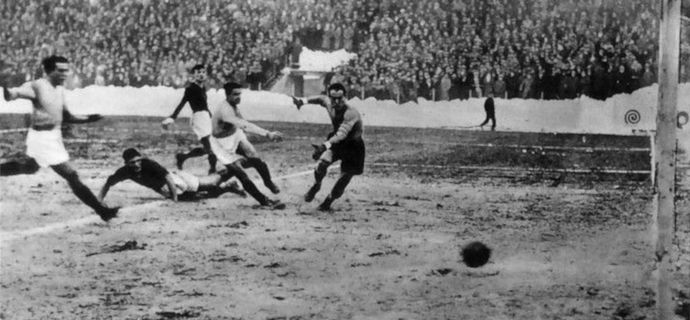
Il portiere petroniano Mario Gianni ostacola una sortita offensiva del granata Pietro Buscaglia, nella trasferta di campionato al Filadelfia di Torino del 15 dicembre 1935 (0-0).

Il Bologna vinse il terzo scudetto della sua storia dopo una serrata lotta al vertice. Con 40 punti in classifica ha superato la Roma seconda con 39 punti, il Torino terzo con 38 punti, l'Ambrosiana quarta con 36 punti e la Juventus quinta con 35 punti.

## Divise
| Casa | Trasferta |

## Organigramma societario
Area direttiva
- Presidente: Renato Dall'Ara

Area tecnica
- Allenatore: Árpád Weisz

## Rosa
| N. |                   | Ruolo | Calciatore       |
| -- | ----------------- | ----- | ---------------- |
|    | Italia (bandiera) | P     | Mario Gianni     |
|    | Italia (bandiera) | P     | Secondo Roggero  |
|    | Italia (bandiera) | D     | Giordano Corsi   |
|    | Italia (bandiera) | D     | Dino Fiorini     |
|    | Italia (bandiera) | D     | Felice Gasperi   |
|    | Italia (bandiera) | D     | Mario Montesanto |
|    | Italia (bandiera) | C     | Michele Andreolo |
|    | Italia (bandiera) | C     | Amedeo Biavati   |

| N. |                   | Ruolo | Calciatore                 |
| -- | ----------------- | ----- | -------------------------- |
|    | Italia (bandiera) | C     | Aldo Donati                |
|    | Italia (bandiera) | C     | Francisco Fedullo          |
|    | Italia (bandiera) | C     | Raffaele Sansone           |
|    | Italia (bandiera) | A     | Gerardo Ottani             |
|    | Italia (bandiera) | A     | Bruno Maini                |
|    | Italia (bandiera) | A     | Carlo Reguzzoni            |
|    | Italia (bandiera) | A     | Angelo Schiavio (capitano) |
|    | Italia (bandiera) | A     | Alcide Ivan Violi          |

### Formazione tipo
| Formazione tipo                                                                           | Giocatori (presenze)                                                          |
| ----------------------------------------------------------------------------------------- | ----------------------------------------------------------------------------- |
| Gianni Fiorini Gasperi Montesanto Andreolo Corsi Sansone Fedullo Reguzzoni Maini Schiavio | Mario Gianni (30)                                                             |
| Gianni Fiorini Gasperi Montesanto Andreolo Corsi Sansone Fedullo Reguzzoni Maini Schiavio | Dino Fiorini (30)                                                             |
| Gianni Fiorini Gasperi Montesanto Andreolo Corsi Sansone Fedullo Reguzzoni Maini Schiavio | Felice Gasperi (30)                                                           |
| Gianni Fiorini Gasperi Montesanto Andreolo Corsi Sansone Fedullo Reguzzoni Maini Schiavio | Mario Montesanto (24)                                                         |
| Gianni Fiorini Gasperi Montesanto Andreolo Corsi Sansone Fedullo Reguzzoni Maini Schiavio | Michele Andreolo (30)                                                         |
| Gianni Fiorini Gasperi Montesanto Andreolo Corsi Sansone Fedullo Reguzzoni Maini Schiavio | Giordano Corsi (29)                                                           |
| Gianni Fiorini Gasperi Montesanto Andreolo Corsi Sansone Fedullo Reguzzoni Maini Schiavio | Raffaele Sansone (27)                                                         |
| Gianni Fiorini Gasperi Montesanto Andreolo Corsi Sansone Fedullo Reguzzoni Maini Schiavio | Francisco Fedullo (27)                                                        |
| Gianni Fiorini Gasperi Montesanto Andreolo Corsi Sansone Fedullo Reguzzoni Maini Schiavio | Carlo Reguzzoni (30)                                                          |
| Gianni Fiorini Gasperi Montesanto Andreolo Corsi Sansone Fedullo Reguzzoni Maini Schiavio | Bruno Maini (23)                                                              |
| Gianni Fiorini Gasperi Montesanto Andreolo Corsi Sansone Fedullo Reguzzoni Maini Schiavio | Angelo Schiavio (26)                                                          |
| Gianni Fiorini Gasperi Montesanto Andreolo Corsi Sansone Fedullo Reguzzoni Maini Schiavio | Altri giocatori: Aldo Donati (7), Gerardo Ottani (10), Alcide Ivan Violi (7). |

## Risultati

### Serie A

#### Girone d'andata
| Arbitro: | Scarpi (Dolo) |

|                                                       |           |             |
| Maini 55’ Schiavio 60’ Fedullo 70’ Sansone 72’ (rig.) | Marcatori | 30’ Stabile |

| Arbitro: | Dattilo (Roma) |

|  |           |             |
|  | Marcatori | 35’ Fedullo |

| Arbitro: | Mattea (Torino) |

|                               |           |  |
| Andreolo 7’ Schiavio 28’, 43’ | Marcatori |  |

| Arbitro: | Bonivento (Venezia) |

|  |           |             |
|  | Marcatori | 40’ Sansone |

| Torino 20 ottobre 1935 5ª giornata | Juventus          | 0 – 0 | Bologna | Stadio Benito Mussolini\| Arbitro: \| Gianelli (Genova) \| |
| Arbitro:                           | Gianelli (Genova) |       |         |                                                            |

| Arbitro: | Saracini (Ancona) |

|              |           |  |
| Schiavio 38’ | Marcatori |  |

| Arbitro: | Ciamberlini (Sampierdarena) |

|            |           |                            |
| Arnoni 90’ | Marcatori | 44’ Andreolo 84’ Reguzzoni |

| Arbitro: | Scarpi (Dolo) |

|                         |           |  |
| Sansone 57’ Fedullo 78’ | Marcatori |  |

| Bologna 1º dicembre 1935 9ª giornata | Sampierdarenese    | 0 – 0 | Bologna | Stadio Littoriale\| Arbitro: \| Pizziolo (Firenze) \| |
| Arbitro:                             | Pizziolo (Firenze) |       |         |                                                       |

| Arbitro: | Dattilo (Roma) |

|             |           |            |
| Sansone 40’ | Marcatori | 71’ Busani |

| Torino 15 dicembre 1935 11ª giornata | Torino                 | 0 – 0 | Bologna | Stadio Filadelfia\| Arbitro: \| Bevilacqua (Viareggio) \| |
| Arbitro:                             | Bevilacqua (Viareggio) |       |         |                                                           |

| Arbitro: | Bertolio (Torino) |

|                     |           |  |
| Ottani 5’ Violi 75’ | Marcatori |  |

| Arbitro: | Ciamberlini (Sampierdarena) |

|  |           |                        |
|  | Marcatori | 27’ Rossini 88’ Brossi |

| Arbitro: | Bertolio (Torino) |

|                            |           |  |
| Bonesini 25’ Piccaluga 42’ | Marcatori |  |

| Arbitro: | Dattilo (Roma) |

|                    |           |                  |
| Mian 44’ Rocco 60’ | Marcatori | 21’, 28’ Sansone |

#### Girone di ritorno
| Arbitro: | Bevilacqua (Viareggio) |

|             |           |           |
| Esposto 23’ | Marcatori | 49’ Maini |

| Arbitro: | Barlassina (Novara) |

|             |           |  |
| Sansone 27’ | Marcatori |  |

| Arbitro: | Bevilacqua (Viareggio) |

|                                         |           |             |
| Porta 31’ (rig.) Meazza 33’ Demaría 38’ | Marcatori | 11’ Sansone |

| Arbitro: | Salvatori (Roma) |

|                      |           |               |
| Maini 33’ Ottani 55’ | Marcatori | 50’ Buscaglia |

| Arbitro: | Mazzarini (Firenze) |

|                         |           |             |
| Schiavio 25’ Ottani 36’ | Marcatori | 43’ Gabetto |

| Arbitro: | Scarpi (Dolo) |

|                       |           |              |
| Chiecchi III 10’, 66’ | Marcatori | 16’ Schiavio |

| Arbitro: | Bevilacqua (Viareggio) |

|                                          |           |            |
| Ottani 30’ Fedullo 66’ Schiavio 77’, 80’ | Marcatori | 87’ Arnoni |

| Arbitro: | Scotto (Savona) |

|              |           |  |
| Cattaneo 87’ | Marcatori |  |

| Bologna 22 marzo 1936 24ª giornata | Bologna             | 0 – 0 | Sampierdarenese | Stadio Littoriale (20 000 spett.)\| Arbitro: \| Conticini (Firenze) \| |
| Arbitro:                           | Conticini (Firenze) |       |                 |                                                                        |

| Arbitro: | Bevilacqua (Viareggio) |

|            |           |                      |
| Busani 90’ | Marcatori | 52’ (rig.) Reguzzoni |

| Arbitro: | Barlassina (Novara) |

|                                |           |  |
| Reguzzoni 62’ (rig.) Maini 64’ | Marcatori |  |

| Arbitro: | Gianelli (Genova) |

|            |           |              |
| Uneddu 27’ | Marcatori | 39’ Schiavio |

| Bari 26 aprile 1936 28ª giornata | Bari          | 0 – 0 | Bologna | Stadio della Vittoria\| Arbitro: \| Scarpi (Dolo) \| |
| Arbitro:                         | Scarpi (Dolo) |       |         |                                                      |

| Arbitro: | Casati (Como) |

|              |           |  |
| Andreolo 47’ | Marcatori |  |

| Arbitro: | Gianelli (Genova) |

|                                            |           |  |
| Andreolo 11’ Schiavio 46’ Rocco 64’ (aut.) | Marcatori |  |

### Coppa Italia

#### Sedicesimi di finale
| Arbitro: | Conticini (Firenze) |

|           |           |  |
| Violi 30’ | Marcatori |  |

#### Ottavi di finale
| Arbitro: | Scarpi (Dolo) |

|                                 |           |  |
| Arcari III 53’, 71’ Moretti 64’ | Marcatori |  |

### Coppa dell'Europa Centrale

#### Ottavi di finale
| Arbitro: | Brüll |

|                       |           |            |
| Maini 6’ Schiavio 21’ | Marcatori | 77’ Viertl |

| Arbitro: | Iváncsics |

|                                           |           |  |
| Jerusalem 12’, 90’ Stroh 31’ Sindelar 87’ | Marcatori |  |

## Statistiche

### Statistiche di squadra
| Competizione               | Punti | In casa | In casa | In casa | In casa | In casa | In casa | In trasferta | In trasferta | In trasferta | In trasferta | In trasferta | In trasferta | Totale | Totale | Totale | Totale | Totale | Totale | DR  |
| Competizione               | Punti | G       | V       | N       | P       | Gf      | Gs      | G            | V            | N            | P            | Gf           | Gs           | G      | V      | N      | P      | Gf     | Gs     | DR  |
| -------------------------- | ----- | ------- | ------- | ------- | ------- | ------- | ------- | ------------ | ------------ | ------------ | ------------ | ------------ | ------------ | ------ | ------ | ------ | ------ | ------ | ------ | --- |
| Serie A                    | 40    | 15      | 12      | 2       | 1       | 28      | 7       | 15           | 3            | 8            | 4            | 11           | 14           | 30     | 15     | 10     | 5      | 39     | 21     | +18 |
| Coppa Italia               |       | 1       | 1       | 0       | 0       | 1       | 0       | 1            | 0            | 0            | 1            | 0            | 3            | 2      | 1      | 0      | 1      | 1      | 3      | -2  |
| Coppa dell'Europa Centrale |       | 1       | 1       | 0       | 0       | 2       | 1       | 1            | 0            | 0            | 1            | 0            | 4            | 2      | 1      | 0      | 1      | 2      | 5      | -3  |
| Totale                     | -     | 17      | 14      | 2       | 1       | 31      | 8       | 17           | 3            | 8            | 6            | 11           | 21           | 34     | 17     | 10     | 7      | 42     | 29     | +13 |

### Statistiche dei giocatori[4]
| Giocatore     | Serie A  | Serie A | Coppa Italia | Coppa Italia | Coppa dell'Europa Centrale | Coppa dell'Europa Centrale | Totale   | Totale |
| Giocatore     | Presenze | Reti    | Presenze     | Reti         | Presenze                   | Reti                       | Presenze | Reti   |
| ------------- | -------- | ------- | ------------ | ------------ | -------------------------- | -------------------------- | -------- | ------ |
| M. Andreolo   | 30       | 4       | 2            | 0            | 2                          | 0                          | 34       | 4      |
| A. Biavati    | -        | -       | -            | -            | 1                          | 0                          | 1        | 0      |
| A. Donati     | 7        | 0       | 1            | 0            | 1                          | 0                          | 9        | 0      |
| G. Corsi      | 29       | 0       | 2            | 0            | 1                          | 0                          | 32       | 0      |
| F. Fedullo    | 27       | 4       | 2            | 0            | 2                          | 0                          | 31       | 4      |
| D. Fiorini    | 30       | 0       | 2            | 0            | 2                          | 0                          | 34       | 0      |
| F. Gasperi    | 30       | 0       | 2            | 0            | 2                          | 0                          | 34       | 0      |
| M. Gianni     | 30       | -21     | 2            | -3           | 2                          | -5                         | 34       | -29    |
| B. Maini      | 23       | 4       | 1            | 0            | 2                          | 1                          | 26       | 5      |
| M. Montesanto | 24       | 0       | 1            | 0            | 2                          | 0                          | 27       | 0      |
| G. Ottani     | 10       | 4       | 1            | 0            | -                          | -                          | 11       | 4      |
| C. Reguzzoni  | 30       | 3       | 2            | 0            | 2                          | 0                          | 34       | 3      |
| R. Sansone    | 27       | 8       | 2            | 0            | 2                          | 0                          | 31       | 8      |
| A. Schiavio   | 26       | 10      | 1            | 0            | 1                          | 1                          | 28       | 11     |
| A. I. Violi   | 7        | 1       | 1            | 1            | -                          | -                          | 8        | 2      |